# Fissistigma chloroneurum
Fissistigma chloroneurum là loài thực vật có hoa thuộc họ Na. Loài này được (Hand.-Mazz.) Tsiang mô tả khoa học đầu tiên năm 1935.